# Seiko Mikami
Seiko Mikami (en Kanji: 三上 晴子) est une artiste japonaise spécialisée dans l’art numérique. Elle est morte en janvier 2015 à l'âge de 53 ans des suites d’un cancer.
Sa pratique explorait le champ de la bio-informatique. Mikami s’intéressait au rapport du corps à son environnement, mis en lumière par le caractère interactif de la technologie. 
Ses installations voyagent au sein de la scène artistique internationale depuis le début des années 1990. Au Japon, Mikami est considérée comme l’une des principales figures de l’art par ordinateur. Elle enseignait à l’Université des beaux-arts Tama à Tokyo, en tant que professeure d'architecture de l'information.

## Carrière
Seiko Mikami commence sa carrière artistique durant les années 1980. Elle s’intéresse déjà à l’utilisation de la technologie et publie son premier ouvrage, All Hybrid, en 1990, qui traite de l'emploi des bases de données dans la création artistique. En 1991, elle part pour les États-Unis afin de poursuivre des études d’informatique à l'Institut de Technologie de New York. Seiko Mikami a travaillé en collaboration avec les centres de recherche numérique Canon ARTLAB, Intercommunication Centre (ICC), ainsi que Yamaguchi Centre for Arts and Media Interlab (YCMA). Elle a également effectué des résidences d’artiste dont son séjour à la Fondation Joan Miro à Barcelone en 1999. 

## Œuvre
L’artiste s’intéresse aux thèmes de l’immunologie et de la surveillance. Ses installations interactives à grande échelle sont conçues afin d’inciter le visiteur à y participer. Ses œuvres mettent en scène l'expérience du participant. Seiko Mikami considère le corps comme une interface. Elle crée des programmes informatiques permettant de lire le corps à la manière d'une base de données, puis de déterminer des réactions extérieures en fonction des informations obtenues. Seiko Mikami s’intéresse aussi à la notion de l’accidentel et l’intègre dans les situations qu’elle organise. 
En 1995, Mikami se lance dans l'Net Art. Elle crée une plateforme visuelle, sous le nom de Molecular Clinic 1.0 qui illustre la reproduction des molécules. Les internautes sont invités à inspecter ces molécules et altérer leur répétition. Molecular Clinic 1.0 a été développée avec les laboratoires Canon et présentée au festival néerlandais DEAF 95. L’année suivant, l’artiste développe les installations interactives Molecular Informatics-Morphogenic Substance via eye tracking,  Molecular Informatics VER.2.0 puis Molecular Informatics VER.3.0 (en 2000) dans lesquels son idée prend une forme physique et aléatoire. Le participant porte des lunettes qui le plongent dans une réalité virtuelle. Son regard est analysé par un procédé d’oculométrie. La perception visuelle du participant est projetée dans l’espace réel de la pièce dans laquelle il se trouve.
En 1997, l’artiste travaille sur la perception sonore tout en continuant d’aborder le corps dans son environnement. Pour World, Membrane and the Dismembered Body, elle agence une pièce insonorisée dans laquelle des capteurs reçoivent et retranscrivent les sons présents à l’intérieur du corps du participant. L’intériorité corporelle y est extériorisée. Seiko Mikami s’intéresse à la notion de transformation, comme le démontre Gravicells, une œuvre réalisée en 2004 en collaboration avec l’architecte Sota Ichikawa. Cette installation interactive est constituée d’une pièce dont le sol est composé de capteurs qui enregistrent la masse et le poids des visiteurs. Le dispositif illustre ces données en déformant l’apparence des grilles visuelles qui compose le moiré au sol lorsque le participant se déplace. La dernière œuvre majeure de Seiko Mikami, Desire of Codes, est présentée pour la première fois en décembre 2011. Encore une fois, l’artiste met en scène une situation : trois pièces encadrent le parcours du participant, qui interagit avec l’appareillage technique de l’installation. Desire of Codes repose sur le thème de l’information et de la surveillance. L’observation de l’individu est amplifiée par la présence visible de capteurs le long d’un mur qui fait face au spectateur et de caméras qui le suivent pendant qu’il marche. Un dispositif sonore est intégré à l’œuvre : le bruitage technique et les pas du visiteur sont enregistrés puis aussitôt diffusés, créant un effet de distorsion entre le réel et le numérisé. Le corps du participant fait donc partie intégrante des dispositifs informatiques développés par l’artiste. 

## Expositions
Ces installations ont été recréés dans de nombreux musées et espaces d’exposition tels que la Fondation Juan-Miró à Barcelone (1999), le Musée des Beaux-Arts de Nantes (2001), au Centre international des arts et des nouvelles technologies de Prague (2007), la Künstlerhaus de Vienne (2010), au Musée d'Art national de Chine (2011), et au Musée d'Art de l'Université nationale de Séoul (2012).
Le travail de Seiko Mikami a également été présenté à une quinzaine de festivals d’art numérique tels que DEAF95, The Art of the Accident DEAF98  à Rotterdam, la Transmediale de Berlin (2005), le Shanghai eArts Festival (2007), le Mois Multi à Québec (2007), EXIT à Créteil (1998 et 2009) et ISEA2010 à Dortmund.
Mikami a été récompensée par une mention d’honneur de l'organisation Ars Electronica en 2005 et a reçu le prix d'excellence du Centre national d'art et médias (YMCA) de Tokyo en 2013.